# Maarten Harpertszoon Tromp
Maarten Harpertszoon Tromp (Den Briel, circa 23 april 1598 – Slag bij Ter Heijde (Scheveningen), 10 augustus 1653) was een Nederlands zeevaarder en luitenant-admiraal in de Nederlandse marine. Tromp geniet faam als zeeheld in de Nederlandse geschiedenis.
De Nederlandse marine heeft verschillende schepen naar hem vernoemd.

## Levensloop

### Jonge jaren
Maarten Tromp werd op 23 april 1598 juliaanse kalender, 3 mei gregoriaanse kalender, gedoopt in de gereformeerde Sint-Catharinakerk van Den Briel als oudste kind van zeeofficier Harpert Maertenz en Jannetgen Barentsdochter Quack. Zijn vader, volgens een latere overlevering een naar zee weggelopen zoon van de Delftse regentenfamilie Van der Wel, zou zich vanaf 1607 "Van der Tromp" gaan noemen; wellicht in verband met het hieronder genoemde schip – de herkomst van de naam is onzeker en zij werd meestal ingekort tot een eenvoudig "Tromp". Tot 1606 bleef het gezin aan het Kolfslop te Brielle wonen; daarna verhuisde het naar de Gaperstraat in Rotterdam. Dit hing samen met de promotie, in mei 1606, van zijn vader tot kapitein bij de Admiraliteit van de Maze. Het is niet bekend welke opleiding Maarten genoot, maar hij leerde in ieder geval lezen, schrijven en rekenen.
Op zijn negende ging Tromp naar zee als scheepsjongen op de Olifantstromp, het fregat van zijn vader, dat in 1607 meedeed aan het offensief dat leidde tot de Slag bij Gibraltar. De Olifantstromp deed niet mee aan die slag zelf, maar was deel van het dekkingseskader dat op volle zee bleef kruisen. Tot in 1610 bleven vader en zoon Tromp patrouillediensten uitvoeren, meestal op Het Kanaal. Dat jaar werd aan Tromps vader eervol ontslag verleend wegens het Twaalfjarig Bestand.
Die zomer nog voer Tromp met zijn vader, die inmiddels koopman was geworden, naar Guinee. Onderweg raakte hun schip slaags met zeven zeeroversschepen. Zijn vader werd gedood door een kanonskogel, waarna het schip geënterd werd en de bemanning zich ondanks aansporingen van Tromp de strijd voort te zetten, overgaf. Tromp werd slaaf te Salé maar na twee jaar door Easton vrijgemaakt. Over de precieze omstandigheden van zijn slavernij is niets bekend. Later werd het meestal zo voorgesteld dat de "Easton" in kwestie de beruchte Britse piraat Peter Easton zou zijn geweest, en dat Tromp bij de piraten als kajuitsjongen gediend had terwijl ze Salé als basis gebruikten, totdat ze voor Savoye gingen werken. In feite gebruikte Peter Easton in die tijd echter Bristol en Newfoundland als basis en deed zijn afscheid van het piratenleven zich pas in 1614 voor. Omdat er verder geen zeerover Easton bekend is, heeft men wel verondersteld dat het ging om een, overigens ook onbekend, schip de Easton.
Na thuiskomst, in 1612 of 1613, ging Tromp tegen zijn zin tijdelijk werken op een Rotterdamse werf om zijn moeder en drie zusters te onderhouden; in 1614 moest hun huis verkocht worden. In 1616 was hij weer terug op de koopvaart en maakte, misschien voor eigen rekening, een tocht naar Rouen, samen met schipper Cornelis Cornelissen de Haes uit Rotterdam. In 1617 nam hij voor acht gulden per maand als kwartiermeester dienst bij de marine, onder Mooy Lambert (Lambert Hendrikszoon) op de konvooivaart. In 1618 ging hij mee met een expeditie tegen Algiers en Tunis. Hij werd bevorderd tot stuurman. Daarna mei 1619 zijn carrière weer zoekend in de koopvaart, op de Tuchthuis van schipper Hendrick Thijszoon, werd hij op weg naar huis na zijn ontslag in 1621 opnieuw voor een jaar gevangengenomen, nu door de Tunesiërs. De bey van Tunis, Joessoef Reis (ofwel John Ward), bood hem een positie in zijn vloot aan, maar die weigerde Tromp, welke standvastigheid de bey bewoog hem vrij te laten. In de zomer van 1622 reisde hij via Londen weer naar huis.

### Voor de derde maal bij de marine

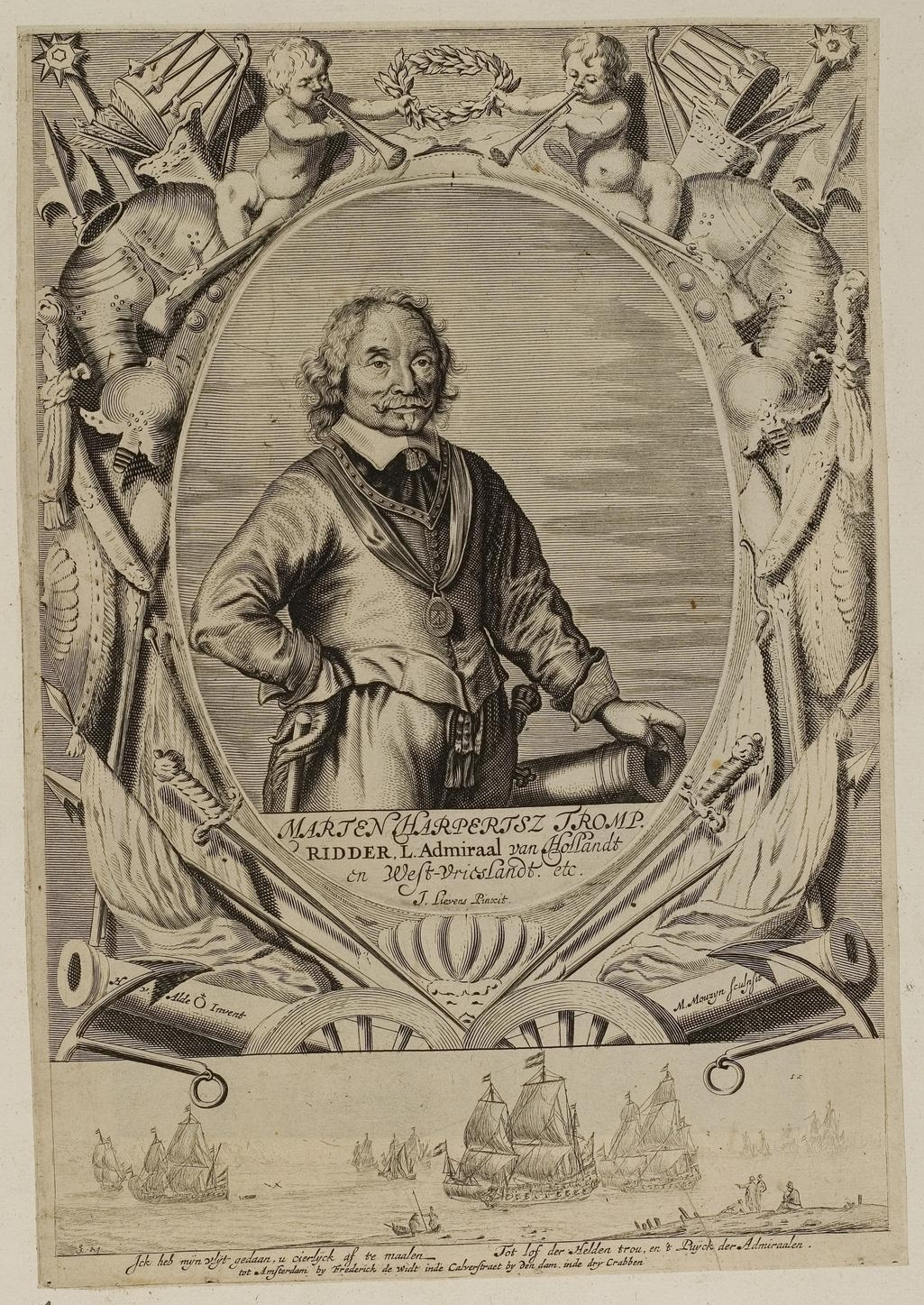
Gravure van Maarten Harpertszoon Tromp

Op 23 juli 1622 ging Tromp bij de vloot als luitenant op de brik Bruynvisch bij de Admiraliteit van de Maze, onder kapitein Cornelis Cornelissen de Bagijn. Dat jaar en in 1623 was dit schip betrokken bij aanvallen op de Spaanse kust. Op 1 januari 1624 werd Tromp overgeplaatst naar een schip, van kapitein Dirck Gerritszoon Verburgh, dat deel uitmaakte van de blokkadevloot tegen Duinkerke. Op 7 mei 1624 huwde hij, na een ondertrouw op 14 april, in Brielle Dignom Cornelisdochter de Haes, de in 1599 geboren dochter van bovengenoemde schipper. Het echtpaar ging aan de Voorstraat in Brielle wonen en kreeg drie zonen: Harpert (1627), Cornelis (1629) en Johan (1632).
Op 6 juni 1624 werd Tromp kapitein op het jachtschip de St. Antonius, tot spijt van viceadmiraal Mooy Lambert die hem graag als opperstuurman op zijn eigen vlaggenschip had willen hebben. Dat jaar beschermde hij haringbuizen en werd berispt toen hij zes weken te vroeg naar huis voer omdat hij t'eijnde van sijne kaes was geweest. In februari 1625 werd hij kapitein van het fregat Gelderland, een veel groter schip van 24 kanonnen, in de blokkadevloot tegen Duinkerke. Dat jaar en in 1626 begeleidde hij troepentransporten uit Frankrijk en de gebruikelijke handelsvloten. In de zomer van dat laatste jaar werd hij ernstig ziek maar herstelde weer. Op 31 december kocht hij een veel duurder huis aan de Leuvehaven in Rotterdam. Op 29 maart 1627 sloeg hij bij Plymouth een aanval van vijf Duinkerker kapers op een konvooi af, zijn eerste belangrijke gevecht als kapitein. In 1628 ging het begeleiden verder.
De Kleine Visserij deed een verzoek Tromp te benoemen als commandeur van hun beschermingsschepen, maar in april 1629 werd hij luitenant-admiraal en Piet Heins vlaggenkapitein op de Vliegende Groene Draeck. Hein had hem speciaal voor die functie uitgezocht omdat Tromp volgens hem de enige officier was waarin werkelijk geen enkele fout te ontdekken viel: Dat hij veele kloekmoedige kapiteijnen hadt gekent, doch in deselven altijdt eenigen misslagh gevonden, maer nooit in Tromp, in wien hij alle deughden erkende, die in een zeeoverste worden vereischt. De samenwerking duurde echter niet lang: het kwam in juni tot een slag met een flottielje Oostender kapers, waarbij Hein sneuvelde. Tromp zette het gevecht voort en veroverde drie schepen; hiervoor kreeg hij van de Staten van Holland een gouden ereketen.
In juli 1629 koos Tromp, nog steeds op de Vliegende Groene Draeck terwijl er geen nieuwe luitenant-admiraal benoemd was, weer zee onder viceadmiraal Jasper Liefhebber om de haringvloot te beschermen. Tromp veroverde dat jaar twee Duinkerkers. Dit soort successen maakte grote indruk – de meeste kapiteins plachten in hun hele carrière niet één kaper te vangen – en de admiraliteit gaf Tromp nog eens een gouden keten, van driehonderd gulden. Toen Liefhebber voorstelde om de Draeck maar voorlopig zijn vlaggenschip te laten zijn, wezen de Rotterdamse raden dat af; het zou wel heel dom en ondankbaar zijn een Capiteijn van soo goet beleijt ende couragie, als wij der één in dienst sijn hebbende, het ongelijck soude doen van hem van sijn onderhebbende schip af te stellen. Liefhebber voelde zich hierdoor als een jonghen ofte bengel behandeld en legde de zaak voor aan de Staten-Generaal. De Admiraliteit van de Maze verdedigde haar beslissing met de stelling dat Tromp om sijn goede exploicten met het voorsegde schip alreede gedaen, van alle de werelt bemind ende gerespecteerd wert. De Staten-Generaal beslisten ten gunste van Tromp en deze werd zelfs commandeur van een eigen kruiseskader om in een winteroffensief tegen de Duinkerker kapers te patrouilleren, terwijl Liefhebber voorlopig thuisbleef om zijn schip de Prins Hendrik gevechtsklaar te maken. Tromp was die winter weer zeer succesvol; zijn eskader nam vijf Duinkerkers. Hij deed daarvan, een grote eer, in het voorjaar van 1630 persoonlijk verslag bij de Staten-Generaal die hem met een derde gouden ereketen beloonden. Grote promotie zat er echter niet meer in; de onbekwame edelman Filips van Dorp was onder politieke druk van stadhouder Frederik Hendrik opnieuw tot, voorlopig waarnemend, luitenant-admiraal benoemd. Als troostprijs benoemde Frederik Hendrik, die daartoe als admiraal-generaal het recht had, Tromp op eigen initiatief tot gewoon kapitein; een van de zestig kapiteins in vaste dienst.

### Teleurstellingen
In de jaren daarna moest Tromp veel tegenspoed verduren. Een seizoen konvooidienst in 1630 leverde maar één Duinkerker schip op. In maart 1631 raakte Tromp slaags met twee Duinkerkers maar merkte toen tot zijn verbijstering dat viceadmiraal Liefhebber hem met zijn Prins Hendrik voorbij voer zonder assistentie te verlenen. Toen Tromp daarover protesteerde bij de stadhouder en de Staten-Generaal, bleek dat Liefhebber geheime orders van de admiraliteit gekregen had om voorrang te geven aan de begeleiding van een belangrijk konvooi. Om het goed te maken gaf men Tromp een vierde gouden keten, hoewel het gevecht niets had opgeleverd. In oktober van dat jaar werd Liefhebber zwaar ziek en raadde de Staten-Generaal aan Tromp tot waarnemend viceadmiraal te benoemen. Liefhebber genas weer voordat Tromp deze functie op zich kon nemen. In november liep de Draeck door een loodsfout op een zandbank bij Vlissingen en verging. Tromp moest hierdoor zes maanden aan wal blijven. Er waren twee zware schepen in aanbouw: de Aemilia en de Maeght van Dordrecht die als eerste klaar zou zijn; dit laatste schip werd aan Tromp toegezegd. Deze voorkeursbehandeling werd de admiraals echter te gortig. Van Dorp had Tromp alleen de Draeck gegund in afwachting van een eigen beter vlaggenschip; nu wilde hij niet langer wachten en ook geen tweede viool gaan spelen met Tromp als vlaggenkapitein. Uiteindelijk zou Van Dorp de Aemilia krijgen, Liefhebber de Maeght van Dordrecht en Tromp de oude Prins Hendrik. De jaren 1632 en 1633 verliepen zonder duidelijke successen, onder meer door politieke conflicten over de vraag of de hoofdtaak van de vloot de konvooidienst of de blokkade moest zijn.
Op 20 november 1633 overleed Tromps eerste vrouw; hij zou nog kapitein worden van het nieuwe schip de Swarte Leeuw maar verliet de marine plotseling op 30 mei 1634 en hertrouwde op 12 september 1634 met Alijth Jacobsdochter Arckenboudt, een in 1602 geboren dochter van een schepen en belastingontvanger uit Den Briel. Tromp werd diaken bij een kerk in Rotterdam.

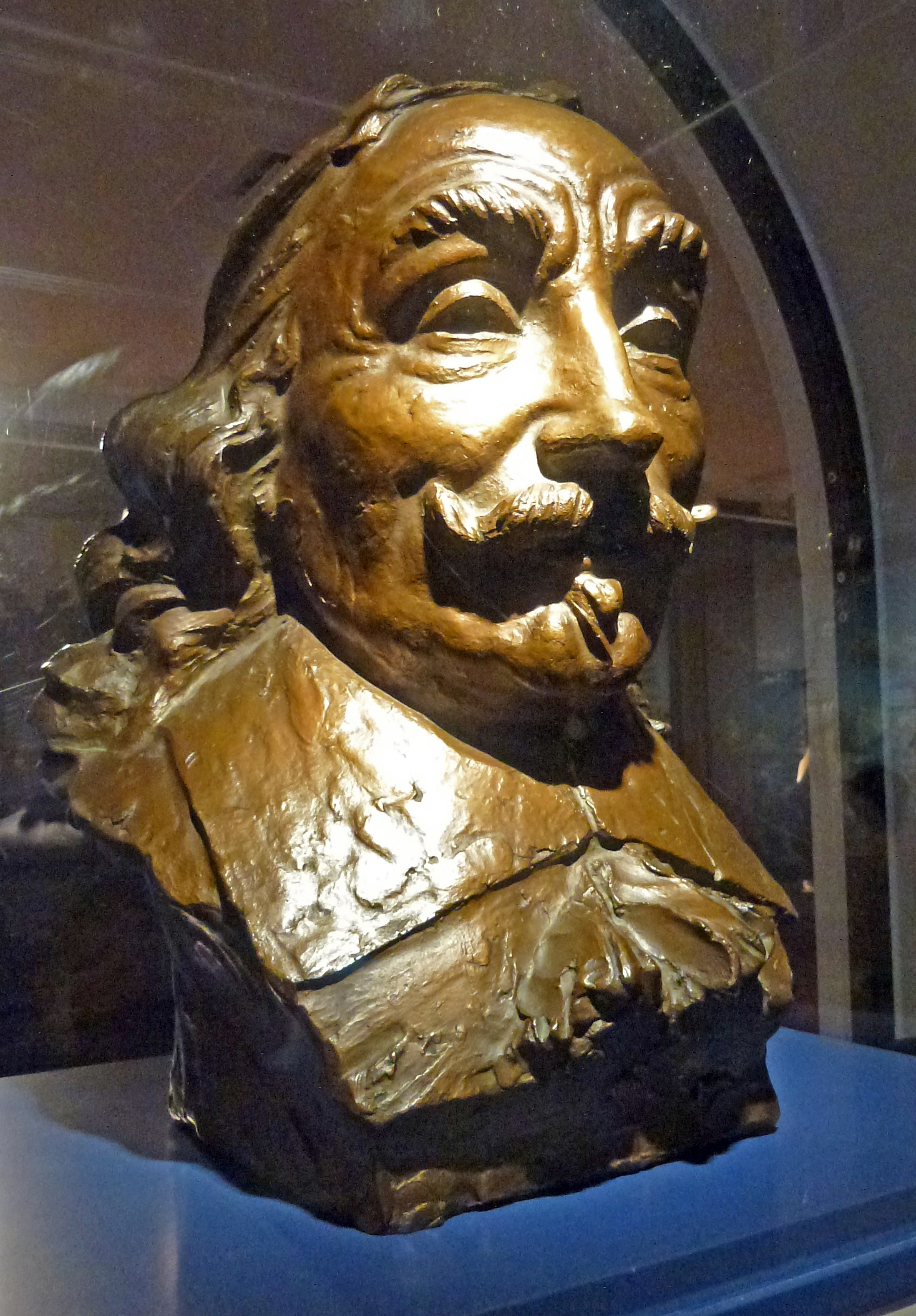
Bronzen buste van Maarten Tromp in het Marinemuseum (Den Helder)

### Druk om voor de vierde maal in zeedienst te gaan
Het verlies van haar beste kapitein zat de Admiraliteit van Rotterdam helemaal niet lekker. Dat werd nog verergerd door een onverwachte crisis in augustus 1635; de Duinkerker kaperadmiraal Jacques Colaert glipte met twintig schepen langs de blokkadevloot en nam 89 haringbuizen. In de Hollandse steden brak een oproer uit en het huis van Liefhebber werd bijna geplunderd. In de nacht van 27 september werd Tromp door een delegatie van de Staten van Holland letterlijk van zijn bed gelicht. Ze voerden hem die ochtend naar de antichambre van, de afwezige, Frederik Hendrik bij de Statenzaal in Den Haag en poogden hem met smeekbeden, vleierijen en een beroep op zijn vaderlandsliefde hun aanbod te laten aanvaarden: Tromp zou viceadmiraal worden bij de Admiraliteit van de Maze, de Aemilia als vlaggenschip krijgen en een achterstallige rekening van 14.661 guldens aan victualiëngelden ("kostpenningen") zou meteen voldaan worden. Tromp weigerde echter, ook na een nieuw verzoek op 3 oktober waarvoor de Staten letterlijk carte-blanche hadden gekregen van de stadhouder – hij zond ze een lege ondertekende commissiebrief die ze zelf konden invullen; als ze wilden, mochten ze Tromp ook luitenant-admiraal maken – met als argument dat hij het Liefhebber en Van Dorp niet kon aandoen om met haere respective schepen in see te gaen ende haerluyden tot spott van de geheele werelt aen lant te laten wandelen. Van Dorp zei hierop: Soo Tromp dat versouck ende presentatie hadde aengenoemen, soude hem in 't schip comende de beenen aen stucken slaen.
In 1636 deed men een poging tot hervorming van de marineorganisatie. Het aantal oorlogsschepen werd teruggebracht tot 32 en speciale particuliere directiekamers moesten namens de provincies de bevoorrading gaan verzorgen en in geval van nood het uitrusten van extra schepen. Tromp werd dat jaar Directeur van 's Lants Equipagie bij de Directie van het Maaskwartier te Rotterdam. Het plan tot reorganisatie kwam van Frederik Hendrik die eigenlijk gehoopt had dat de door de vloot te beschermen kooplieden zelf in de kamers zitting zouden nemen – en wellicht een deel van de kosten zouden willen dragen. In plaats daarvan werden door de provincies ambtenaren benoemd. Van Dorp voelde de teleurstelling bij de prins goed aan en zag daarin een vrijbrief het hele systeem te gaan saboteren. Bij betalingsmoeilijkheden stuurde hij de zeelui door naar de directiekamers om daar verhaal te halen en hij bombardeerde ze met hele waslijsten aan klachten. De Kamer Rotterdam was het zo zat dat ze aankondigden om in juli 1637 hun ambt neer te leggen. Die maand maakte Van Dorp het dramatische gebaar om zijn vloot, midden in een offensief tegen de Duinkerkers, te verlaten om zich in Den Haag over de bevoorrading te gaan beklagen. Voor de Staten van Holland overlaadde hij de Directeuren, waaronder Tromp, met verwijten en scheldwoorden over de kwaliteit van het brood en het bier. De Staten verzochten de Directiekamer echter aan te blijven en zonden Van Dorp de zee weer op. Men was zeer geërgerd door het optreden van de admiraal. Dat jaar was Karel I van Engeland, die zijn vloot flink had uitgebreid, ertoe overgegaan de Nederlandse haringvissers op grote schaal dure vergunningen af te persen. Tegelijkertijd vergemakkelijkte hij in een geheim bondgenootschap met Spanje het transport van soldij en verse troepen naar het Leger van Vlaanderen. Desalniettemin liet Van Dorp in september zijn vloot terugkeren in Hellevoetsluis. Liefhebber nam ontslag en horden razende matrozen belegerden de Directiekamer tot ze hun gage kregen. De vroedschap van Rotterdam ontsloeg hierom Tromp op 13 oktober als directeur.
Op dat moment had Van Dorp echter zelf zijn positie al onhoudbaar gemaakt. In een gesprek met raadpensionaris Jacob Cats, voorzitter van een commissie van de Staten-Generaal, verklaarde hij van zins te zijn Liefhebbers voorbeeld te volgen. Cats bracht zijn woorden over aan de Staten van Holland die Van Dorps ontslag gretig aanvaardden. Frederik Hendrik verzocht de Staten een voordracht te doen van drie mannen voor de post van luitenant-admiraal. Op de lijst stonden de namen van Laurens Reael, een zekere Pieter Nanninck en Tromp. De keuze was niet moeilijk. Tromp, erg nerveus of hij wel aan de verwachtingen kon voldoen, weigerde eerst nog maar werd na herhaald aandringen op 27 oktober 1637 benoemd tot luitenant-admiraal van Holland en West-Friesland. Zijn viceadmiraal werd Witte Corneliszoon de With.

### Bevelhebber van 's Lands Vloot
Als luitenant-admiraal van de oudste admiraliteit van de Republiek, was Tromp in een keer bevorderd van kapitein tot feitelijk bevelhebber van de geconfedereerde vloot. De stadhouder was immers wel admiraal-generaal, maar voerde nooit persoonlijk het operationeel bevel op zee.
Tromps bevordering werd door de bevolking met grote vreugde verwelkomd. Men verwachtte dat nu alle problemen voorbij waren. Cats zelf schreef er een mooi gedicht over waarin deze bekende strofe met een oproep aan het zeevolk:
Tromp gaet U heden voort: hij trompt met alle krachten
En roept U na de Zee en stort in uw gedachten
Een lust om wel te doen, een ijver voor het Landt,
Daervan sijn innig hert en al sijn wesen brandt
Gij, let op sijn bedrijf en let op sijn bevelen;
Hij sal u, naer de kunst, met ijser leeren spelen,
En kaetsen met het stael; ja leyden aen den dans,
Daerbij geen vrouw en dient, maer niet als flukse mans
De omstandigheden waren voor Tromp echter erg ongunstig. Het lukte hem wat fermer op te treden tegen de Engelsen maar voor een effectieve blokkade van Duinkerken was de vloot simpelweg te klein. Nog in december 1637 glipte een Spaans transport van 38 schepen langs zijn eskader van twaalf. Tot maart 1638 bleef Tromp in een winteroffensief op zee; in mei koos hij alweer zee voor een zomeroffensief, waarin hij met wisselend succes een blokkade uitvoerde tegen Duinkerken. Hierbij maakte hij op 11 augustus voor de eerste keer van de kiellinie gebruik, een tactiek om de vuurkracht van zijn schepen zo efficiënt mogelijk in te zetten door ze in één lijn te laten varen.
De jaloezie van Witte De With die zelf luitenant-admiraal had willen worden, verziekte de verhoudingen in de marinetop. Dat verergerde toen De With in december 1638 van lafheid en plichtsverzuim beschuldigd werd en Tromp niet één lijn trok met zijn viceadmiraal. Diezelfde maand moest Tromps voorlopige aanstelling van een jaar verlengd worden en hij overwoog vanwege alle teleurstellingen de marine opnieuw te verlaten. De stadhouder wilde daar echter niet van weten en benoemde Tromp nu voor onbepaalde tijd.
In januari 1639 stak Tromp weer in zee. Op 18 februari 1639 poogden 23 Duinkerkers, overmoedig geworden door hun numerieke overwicht, met geweld uit te breken, maar Tromp versloeg ze met twaalf schepen in de Slag bij Duinkerke, zijn eerste zeeslag en overwinning als vlootcommandant. Het Duinkerker vlaggenschip werd verbrand en twee andere schepen genomen. Tromp ontving van de Staten-Generaal een vijfde gouden ereketen van tweeduizend guldens en daarna van de Staten van Holland een van duizend guldens. Zijn deel van het prijsgeld van de buitgemaakte schepen bedroeg 3525 guldens. Ook werd hij op 2 april door Lodewijk XIII van Frankrijk, toen een bondgenoot van de Republiek, benoemd tot ridder in de Orde van Sint-Michiel. Kardinaal de Richelieu schonk hem een gouden keten met een medaille waarin een miniatuur met de beeltenis van de kardinaal zelf. Op 13 april overleed echter ook zijn tweede vrouw met wie hij in 1637 een dochter Alida had gekregen, zijn vierde kind.

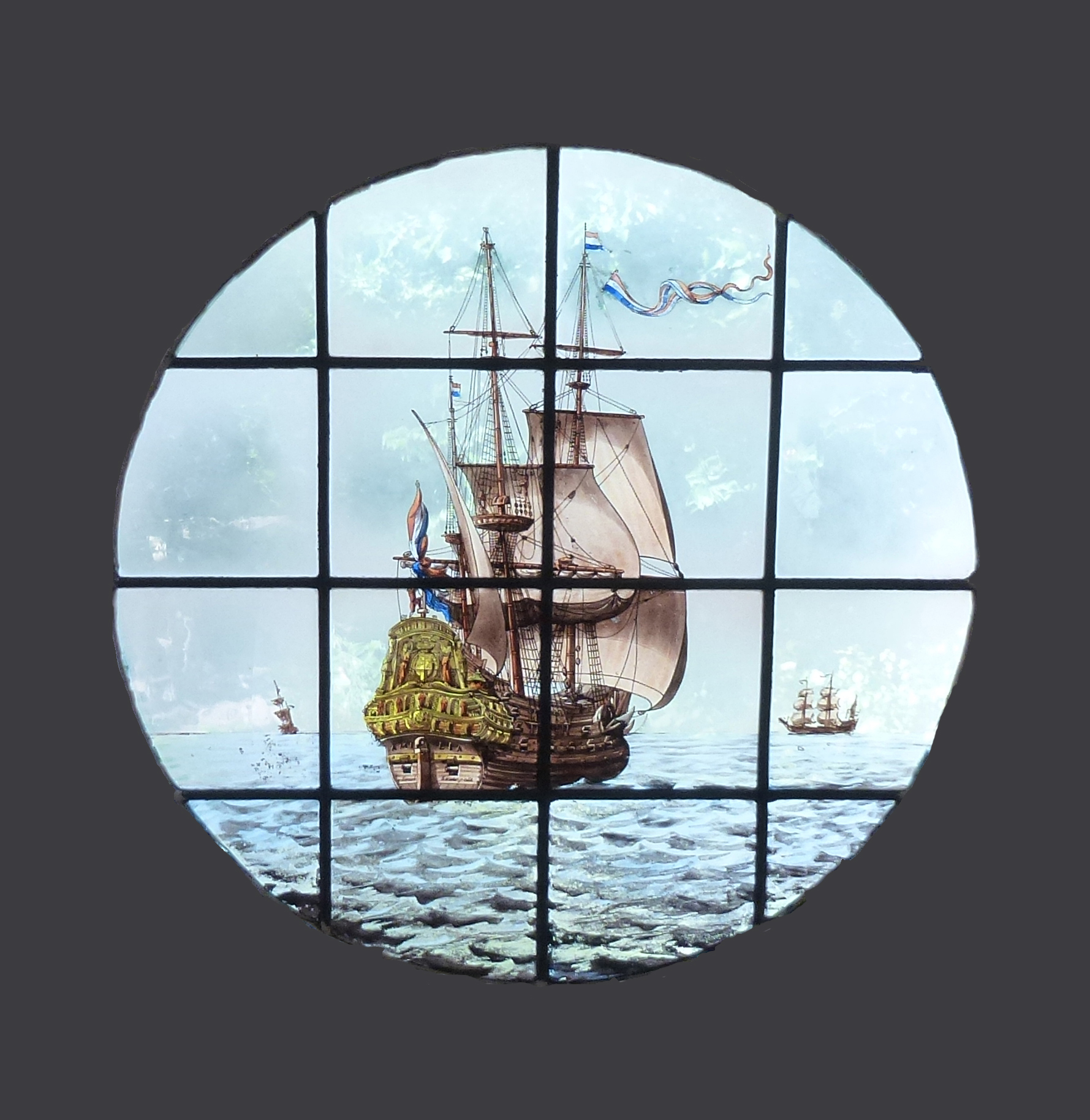
Glas-in-loodraam van het Vlaggenschip Aemilia van Maarten Tromp tijdens De Slag bij Duins

### Slag bij Duins
Begin 1639 was het duidelijk geworden dat Spanje dat jaar zou proberen met een extra grote hulpvloot, die later wel de Tweede Armada of Vijfde Spaanse Armada genoemd werd, met troepen en geld naar Vlaanderen door te breken. Tromps taak was het om dit transport te stoppen maar door een conflict tussen Amsterdam en de stadhouder werd zijn vloot eerst nauwelijks vergroot. Op 26 september ging hij bij het Nauw van Calais met slechts zeventien schepen het gevecht aan met een vijandelijke overmacht van 67. Door een slim gebruik van een defensieve linietactiek in de lij, lukte het hem deze Armada zo zwaar te beschadigen dat die haar toevlucht zocht op de rede van Duins (The Downs) in het neutrale Engeland. Om dit succes uit te buiten, zonden de vijf Nederlandse admiraliteiten ieder schip dat ze maar zeewaardig konden maken naar Tromp. Die lukte het een Engels ingrijpen te voorkomen door voor te wenden dat hij alleen een Spaans vertrek afwachtte. Toen zijn vloot groot genoeg geworden was, vernietigde hij op 21 oktober de Armada in de Slag bij Duins.

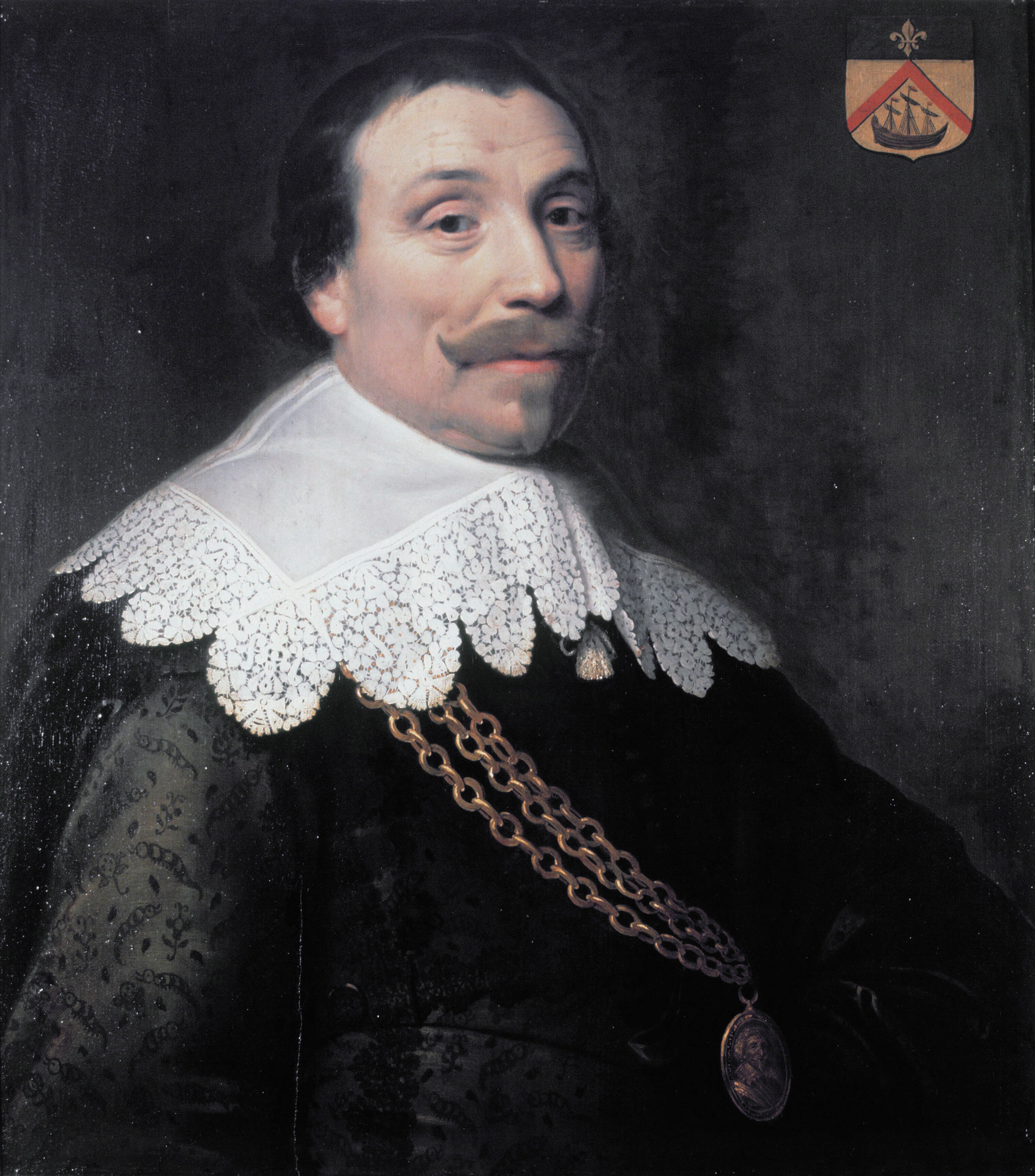
Portret van Maarten Tromp (1640), Michiel van Mierevelt

De overwinning bij Duins was de grootste uit Tromps carrière en de grootste tactische overwinning uit de geschiedenis van de Nederlandse marine. Bij thuiskomst werd Tromp als een ware zeeheld onthaald en geëerd met talloze vreugdevuren, gedenkprenten, lofdichten en zegezangen, waarbij de dichters dankbaar gebruik maakten van het feit dat "Tromp" zowel "troef", "trompet", als "kanon" kon betekenen. Zijn populariteit was immens. Hij kreeg van het prijsgeld de som van tienduizend guldens. Ook internationaal had hij zich nu een grote roem verworven. Lodewijk XIII verhief hem in 1640 in de adelstand door de schenking van een ridderschap met wapen. In de standsgevoelige 17e eeuw betekende dat een aanmerkelijke sociale stijging.
Die maatschappelijke opgang toonde zich ook in Tromps persoonlijke leven. Hij hertrouwde op 1 februari 1640 voor de tweede maal, met de bemiddelde en zestien jaar jongere Cornelia Teding van Berckhout, een wees uit het bekende regentengeslacht. De kosten van het huwelijk, voltrokken in de Grote Kerk te Den Haag, waren 15.960 gulden. Hij ging wonen aan het Korte Voorhout. In dat jaar schatte Tromp zijn vermogen op 86.301 gulden. Hij behoorde nu niet alleen tot de Franse adel maar ook tot het Nederlandse patriciaat. Bij zijn derde vrouw zou Tromp zes kinderen krijgen: eerst Margaretha Martina (1641), Adriaen (1642) en Johanna Maria (1644) en daarna drie die kort na hun geboorte zouden overlijden: Dina Cornelia (1650), Maerten (1652) en Maerten Harpert (1653).
Toch zaten er ook schaduwzijden aan de overwinning. Witte de With werd zo mogelijk nog jaloerser en belasterde Tromp in pamfletten. Maar ook op nationaal niveau had de overwinning verstrekkende negatieve gevolgen. Omdat de Spaanse zeemacht gebroken was, werd de Nederlandse vloot weer verwaarloosd en dat terwijl de Franse en vooral Engelse rivaliteit snel toenam nu deze staten het niet meer nodig achtten de Republiek te steunen als tegenwicht voor de Habsburgse dreiging.
Deze omslag in de internationale verhoudingen werd echter vertraagd door de Engelse Burgeroorlog. In de zomer van 1640 was Tromp, nadat hij terugkerend van de Staten van Friesland bijna op de Zuiderzee was verdronken door een schipbreuk, weer bezig met de oude routine van het konvooieren; voor een blokkade van Duinkerken had hij niet eens genoeg zeewaardige schepen. In oktober nam hij twee Duinkerkers en in januari 1641 nog een fregat.
In april 1641 moest hij de veertienjarige Willem II van Oranje-Nassau naar Engeland overvaren voor diens huwelijk met de negenjarige Engelse prinses Maria Henriëtte Stuart, maar al bij Hoek van Holland sloeg de grote mast van de Aemilia zodat Witte de With de eer kreeg. In juni bracht Tromp wel de jonge prins terug naar de Republiek. Die zomer en de volgende winter voerde hij twee weinig succesvolle offensieven tegen de Duinkerkers uit. Toen hij in 1642 de Britse koningin Henriëtta Maria van Frankrijk en prinses Maria Henriëtte moest ophalen om ze via Dover in veiligheid te brengen naar de Republiek, werd Tromp tot zijn verrassing door Karel I van Engeland geridderd. Dat jaar ging de strijd tegen de Duinkerkers verder, zonder veel resultaat. Na een eerste door storm mislukte poging in januari 1643 konvooieerde Tromp in maart op de Prinses Maria de Engelse koningin, samen met een vloot wapens en geld voor de Royalisten, van Scheveningen naar Bridlington; het lukte hem een aanval van de Parlementarische vloot af te schrikken.

### Val van Duinkerke
In de jaren na 1639 was de schade die de Duinkerker kapers aan de Nederlandse scheepvaart toebrachten alleen maar groter geworden, een gevolg van het feit dat hun zeemacht uitgegroeid was tot een sterkte van boven de honderd schepen. Na weer een vruchteloos offensief in 1643 waarschuwde Tromp de Staten-Generaal dat nu eindelijk actie moest worden ondernomen anders zou het verlies van de gantsche see en diengevolgende de ruyne van het Landt dreigen; hij klaagde ook over de geringe respons die zijn eerdere waarschuwingen hadden opgeleverd: Ick met mijn hooft als tegen de muer loope. Inderdaad nam men nu maatregelen – maar die bestonden niet uit het versterken van de vloot.
In 1644 sloten de Staten-Generaal een verdrag met Frankrijk: de Republiek zou een Frans leger bekostigen dat Duinkerke zou innemen. Dit zou echter zeer geleidelijk gebeuren; dat jaar belegerde men eerst het zuidelijker gelegen havenstadje Grevelingen. Commandeur Joost Banckert blokkeerde die plaats van de zeezijde; Tromp, van een ernstige ziekte herstellende, nam op land de contacten met de Fransen voor zijn rekening; om op krachten te komen mocht hij 's winters thuisblijven, waar hij weer ruzie kreeg met Filips van Dorp in diens functie van admiraliteitsraad.
Het jaar 1645 verliep eender, zij het dat nu Fort Mardijk veroverd werd – en weer heroverd door de Spanjaarden. In 1646 kwam de Franse aanval langzaam op gang en Tromp ging op "kruistocht" op de Noordzee. Opnieuw leverde dat kruisen weinig op, maar nu omdat de Duinkerkers te veel verzwakt waren; reders waren niet meer bereid om in kaperschepen te investeren, nu de val van de stad aanstaande was. In september hervatte Tromp de blokkade, terwijl de Fransen, na opnieuw Mardijk genomen te hebben, de belegering van Duinkerke zelf waren begonnen. Een dertigtal Duinkerkers probeerde nog vergeefs uit te breken; in oktober gaf de stad zich over. Een strijd van 63 jaar tegen de Duinkerker kapers, de hoofdtaak van de Nederlandse marine, was voorlopig in het voordeel van de Republiek beslist. De Franse bevelhebber, Lodewijk II van Bourbon-Condé, hertog van Enghien, gaf Tromp als aandenken een juweel ter waarde van 24.000 gulden, wat weer felle reacties van Witte de With opriep. De Admiraliteit van Amsterdam schonk Tromp in 1647 een grote zilveren lampetkan met schotel, nu een pronkstuk van het Rijksmuseum Amsterdam.

### Vlootbeleid
Nu de oude vijand verdwenen was, rees de vraag wat de taak en omvang van de Nederlandse marine moest zijn. Spanje was geen factor van belang meer: Engeland en Frankrijk waren verzwakt door respectievelijk een aflopende en een beginnende burgeroorlog; men meende dus al eind 1646 de grote schepen te kunnen opleggen, oude kleinere schepen af te danken en slechts 37 fregatten actief te houden voor de konvooivaart. Toen de Brederode in 1647 met Witte de With op expeditie naar Nederlands-Brazilië ging en voor de versleten Aemilia ondanks Tromps krachtig aandringen geen vervanger gebouwd werd, moest hij het met de Prinsesse Royaal Maria van 32 kanonnen als vlaggenschip doen. Tromp raakte hierdoor zo gedemotiveerd dat hij in de herfst van 1647 weer een betrekking aan wal probeerde te krijgen, als bestuurder in Brielle; alleen doordat een ander aangenomen werd, verliet hij de marine niet voor de vierde maal.
In januari 1648 gaf Tromp aan de Staten-Generaal zijn mening over de minimale omvang die de Nederlandse vloot moest hebben om haar taken te vervullen: Zestig schepen waren nodig, waaronder een permanent kruiseskader van 24. De rest moest men verkopen maar ook zou men per jaar de vloot met vijf nieuwe oorlogsbodems moeten vernieuwen, te beginnen met een nieuw groot vlaggenschip voor Tromp zelf. In juli werd tot een program besloten dat vrij nauw bij Tromps plannen aansloot, zij het dat er maar twee schepen per jaar zouden worden gebouwd.
In oktober 1648 kwam aan de Tachtigjarige Oorlog helemaal een einde met de Vrede van Münster. De vredessituatie leidde ertoe dat van de nieuwbouwplannen niets terechtkwam; ook Tromps nieuwe schip werd niet gebouwd. In 1649 en 1650 bleef de admiraal aan wal. In die jaren was er een groot conflict tussen de nieuwe stadhouder Willem II en sommige leidende regenten. Hoewel prinsgezind, schijnt Tromp zich daar zo veel mogelijk buiten gehouden te hebben. Willems poging Amsterdam met een leger te bezetten en de arrestatie van diens tegenstanders ging de admiraal veel te ver. Toen de stadhouder in november 1650 plotseling stierf en het Eerste Stadhouderloze Tijdperk aanbrak, was er dan ook geen reden voor de staatse partij Tromp uit zijn positie te verwijderen. Wel had men nu problemen met zijn rang van luitenant-admiraal; die impliceerde immers dat er een admiraal-generaal zou zijn waarvan Tromp de luitenant (letterlijk "plaatsvervanger") was. Op 20 maart 1651 kreeg hij van de Staten van Holland te horen dat hij zich voortaan als "gewezen luitenant-admiraal" moest betitelen, in de functie van commandeur. Toen Tromp echter antwoordde daartoe gheheel onlustigh te zijn, liet men het er maar bij; de volgende dag moest de admiraal namelijk met de Brederode op expeditie.
De stadhouder had het leger in de oude sterkte willen handhaven maar nu kregen de handelsbelangen van Amsterdam en daarmee de veiligheid op zee meer aandacht. Tromp kruiste tussen maart en juni 1651 bij een Engelse royalistische kaperbasis op de Scilly-eilanden. Toen bleek dat de kapers zich bij het Engelse Gemenebest hadden aangesloten, keerde Tromp onverrichter zake terug. Die herfst zou hij met een eskader naar de Middellandse Zee gaan, maar op de schepen brak difterie uit; ook Tromp moest doodziek de wal opzoeken. Nauwelijks wilde hij na zijn herstel in februari 1652 alsnog scheep gaan, toen hij naar de Staten-Generaal werd ontboden voor een geheel nieuwe opdracht.

### Eerste Engels-Nederlandse Oorlog

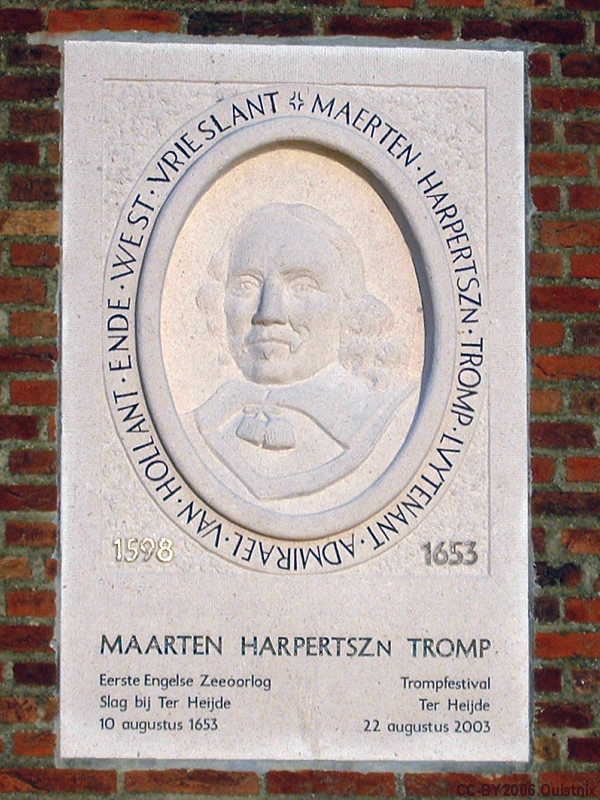
Plaquette ter herinnering aan de Slag bij Ter Heijde

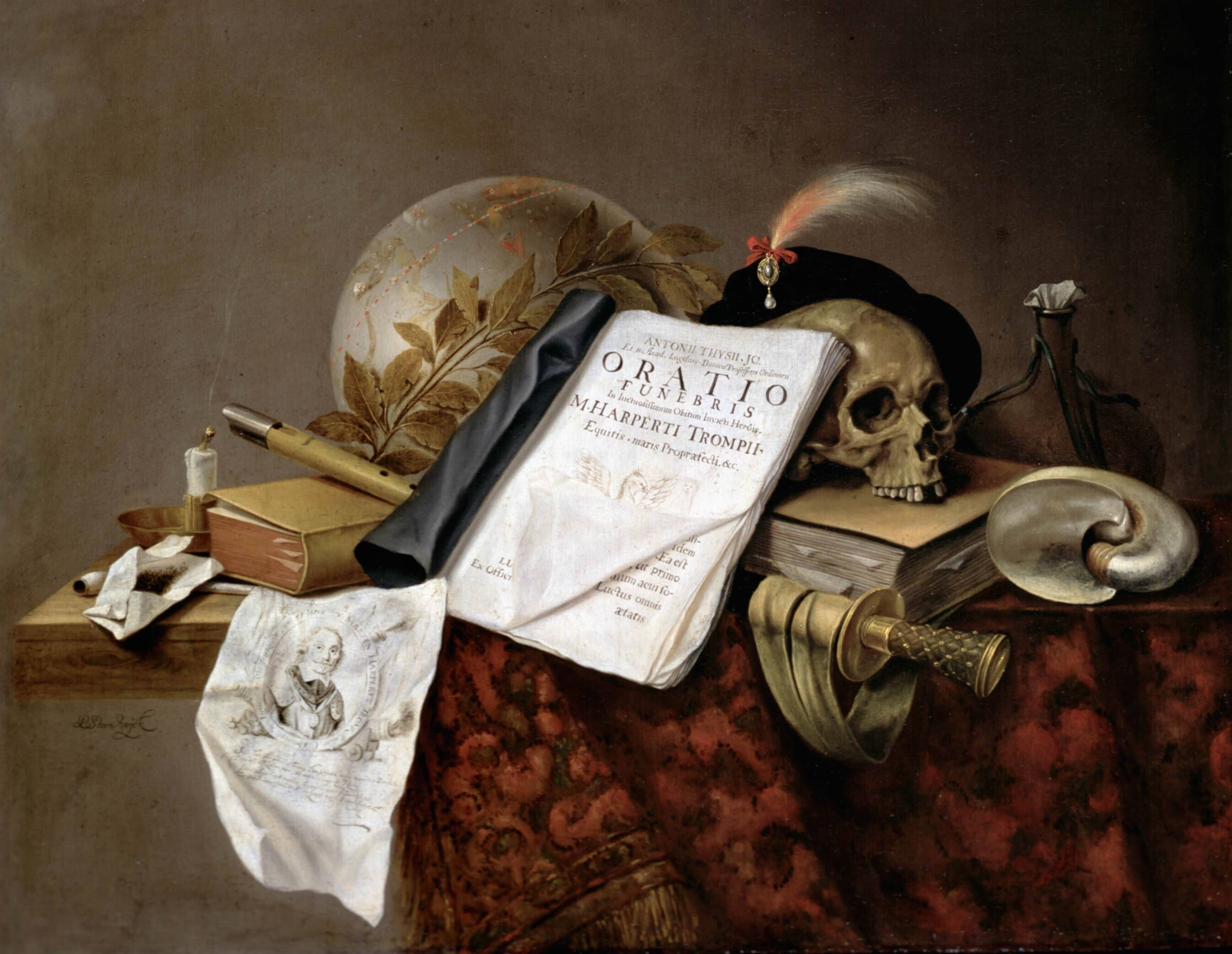
Vanitas van Maarten Tromp (ca. 1655), Pieter Steenwijck

De overwinning van de parlementariërs in de Engelse Burgeroorlog betekende dat de confrontatie tussen de twee handelsrivalen, die door het verslaan van de oude gemeenschappelijke Spaanse vijand vrijwel onvermijdelijk geworden was, niet langer uitgesteld zou worden. De Commonwealth of England had in de laatste jaren een krachtige vloot opgebouwd en durfde vol zelfvertrouwen de Republiek uit te dagen, met wie men nog een appeltje te schillen had wegens de steun van de stadhouders aan Karel I. De dood van Willem II leek toch nog de basis te kunnen vormen voor een nauwe samenwerking onder Engelse leiding, maar toen de delegatie die dit kwam bepleiten door orangistische opstootjes Den Haag weer uitgejaagd werd, kregen de langdurig opgekropte frustraties dat de vroegere bondgenoot in macht en rijkdom Engeland voorbijgestreefd was in het Engelse Parlement de overhand. Het nam de Akte van Navigatie aan die de Nederlandse handel naar Engeland beperkte en, veel ernstiger, een mooi voorwendsel vormde om Nederlandse schepen in beslag te nemen. Piraterij was voor de Britse eilanden altijd al een bloeiende bedrijfstak geweest en nu stortte men zich vol overgave op de Nederlandse scheepvaart.
Ondanks Tromps waarschuwingen had de Republiek het uitstel niet gebruikt voor het versterken van de vloot. Zelfs nu begon men niet met een scheepsbouwprogramma; men besloot snel 150 koopvaarders als oorlogsbodem uit te rusten door het inbouwen van wat extra geschut. Deze schepen waren bedoeld voor de konvooivaart maar in Engeland werd de maatregel gezien als een voorbereiding voor volle oorlog en de spanningen tussen de twee landen liepen snel op.
Op 15 maart 1652 deed Tromp het Haags Besogne, de speciale marinecommissie, een voorstel over de te volgen strategie, de: Consideratiën ingestelt op de jegenwoordige occasie ter zee. Hierin bepleitte hij de onmiddellijke concentratie van de belangrijkste schepen in een slagvloot die de Engelse vloot moest schaduwen. De Staten-Generaal vonden dit echter te provocerend; toen ze iets later toch akkoord gingen, moest Tromp in april eerst een inspectiereis maken langs de admiraliteiten om die tot groter activiteit aan te sporen. Bij terugkeer merkte hij dat veel van de beste schepen niet naar zijn slagvloot gestuurd maar ter konvooiering vertrokken waren. Tromp kreeg nu opdracht om al patrouillerend met een eskader langs de zuidoostelijke kust van de Noordzee de scheepvaart te beschermen. Tegen zijn zin kreeg hij instructie een gewapende confrontatie tot het uiterste te vermijden. Wel mocht hij naar eigen goeddunken handelen inzake van de heikele kwestie of men Engelse schepen wel of niet als eerste zou groeten door de vlag te strijken, een oud recht dat de Britten nu streng wilden afdwingen, ook wanneer het traditioneel niet werd toegepast, zoals bij een zwakker Brits schip of buiten Het Kanaal. Tromp gaf al voor vertrek aan in dat soort gevallen niet de eerst groetende te zullen zijn.

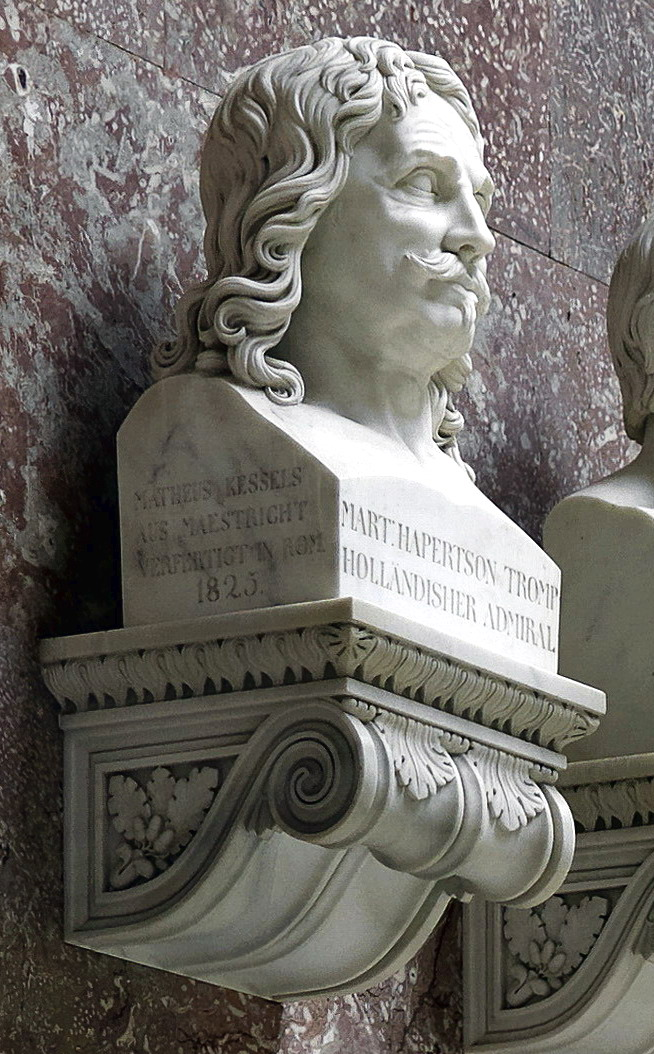
Portretbuste Maarten Tromp, Walhalla, Regensburg

Op 14 mei koos Tromp zee. Op 26 mei 1652 ontmoetten zijn 42 schepen Nehemiah Bournes eskader zonder dat het tot een incident kwam. Op 29 mei hoorde hij echter dat Engelse schepen Nederlandse konvooiers met schoten intimideerden om als eerste te groeten en dat enkele koopvaarders terecht waren gekomen in een eskader van General at Sea Robert Blake. Tromp voer hierop recht op Blakes vlaggenschip af om te onderzoeken of de schepen genomen waren en ze desnoods terug te eisen. Bij deze missie paste het niet te onderdanig te doen en hij liet slechts zijn wimpel zakken. Blake liet hierop, zoals gebruikelijk, één geschut met scherp schieten om Tromp te bewegen zijn vlag te strijken. Een kogel trof een Nederlandse stuurman; Tromp gaf nu zelf een waarschuwingsschot voor de boeg en Blake antwoordde met de volle laag. De daarop volgende Slag bij Dover was eigenlijk niet meer dan een schermutseling, maar vormde de ideale aanleiding voor het Engelse Parlement om in juli de Eerste Engels-Nederlandse Oorlog te verklaren. Dit zou de beroemdste gebeurtenis uit Tromps leven worden, maar ondanks de grote aandacht die historici eraan hebben geschonken, zijn Tromps motieven nog steeds onzeker. Britse schrijvers, die vaak nog Blakes versie volgen dat Tromp als eerste een breedzijde gaf, hebben gesuggereerd dat de admiraal uit politieke, Orangistische, motieven, opzettelijk een oorlog zou hebben uitgelokt. Een diepgaand onderzoek van de Staten-Generaal had als uitkomst dat in ieder geval de Engelsen met de werkelijke gevechtshandelingen zijn begonnen.
In juli kon Tromp dan eindelijk een volle slagvloot verzamelen van zo'n tachtig schepen. De kwaliteit daarvan was echter zo slecht, dat hij, ondanks instructies meteen de strijd aan te binden, besloot een afwachtende houding aan te nemen. Zo liet hij Blakes vloot ongehinderd naar het noorden vertrekken. Toen die de Nederlandse haringvloot als doel bleek te hebben, moest Tromp, na een mislukte poging een zwak dekkingseskader van George Ayscue bij de Downs te vernietigen, alsnog Blake achterna. Op 4 augustus werd zijn vloot echter ten noorden van de Shetlandeilanden door een storm uit elkaar geslagen, waardoor elf schepen vergingen en men al blij was zonder een verdere confrontatie de veilige havens weer te bereiken. De teleurstelling hierover was zeer groot, zowel bij de Staten-Generaal, waarin de Amsterdamse factie aandrong op verwijdering van de oranjegezinde admiraal, maar nog sterker bij het gewone volk, dat woedend was dat hun kampioen zijn reputatie niet waar had kunnen maken.

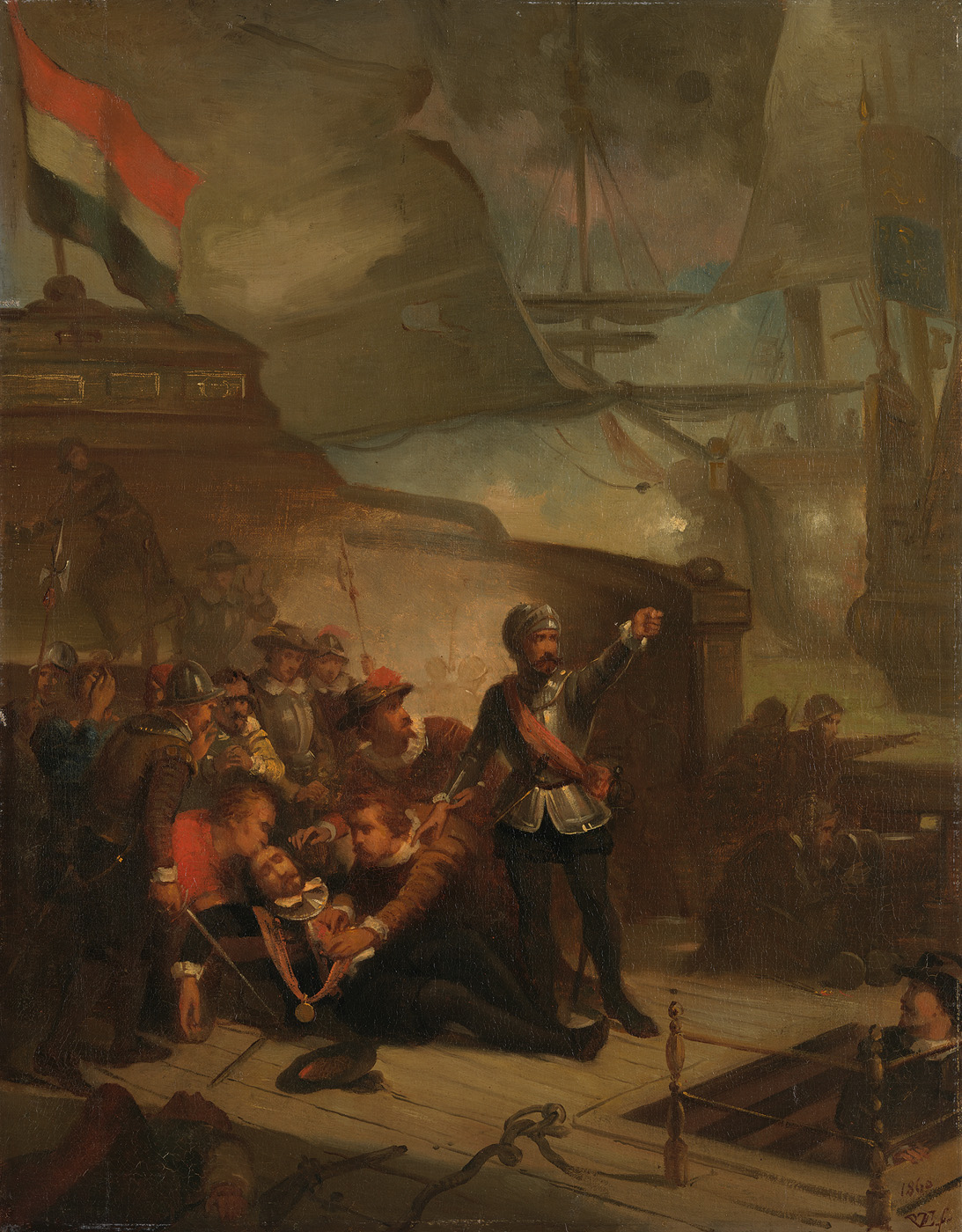
Anno 1653. Maarten Harpertsz. Tromp sneuvelt (1860), Paul Tétar van Elven, Amsterdam Museum

Op 20 augustus moest Tromp hierom de functie van bevelhebber afstaan aan zijn meer staatsgezinde rivaal viceadmiraal Witte de With; Tromp moest aan wal blijven, zogenaamd in een adviesfunctie. Toen echter De With met zijn vlaggenschip de Prins Willem op 8 en 9 oktober verslagen werd in de Slag bij de Hoofden, werd Tromp weer benoemd, eerst eind 1652 als waarnemend bevelhebber, vanaf mei 1653 als officiële opvolger van De With. Zijn grootste overwinning was de Slag bij de Singels (de Battle of Dungeness) op 9 december waarna hij volgens een Engelse legende een bezem in zijn mast zou hebben gevoerd als teken dat hij de zee van vijanden had schoongeveegd.
Tijdens de Driedaagse Zeeslag werd Tromp echter weer verslagen en opnieuw in de Zeeslag bij Nieuwpoort. De Britten begonnen een blokkade van de Nederlandse kust. Bij een geslaagde poging die te breken, de Slag bij Ter Heijde, werd Tromp op de Brederode door een Engelse scherpschutter vanaf het schip van admiraal William Penn (de vader van William Penn), dodelijk in de linkerborst getroffen. Zijn laatste woorden zouden zijn geweest: "Ik heb gedaan, houdt goeden moed"; maar volgens ooggetuigen was hij op slag dood. Zijn vlaggenkapitein Egbert Bartolomeusz Kortenaer deed net of Tromp nog leefde en nam het feitelijk bevel over zijn eskader over, zodat wel gezegd wordt dat Tromp in leven en dood nooit zijn vlag voor de Britten heeft moeten strijken, hoewel dit feitelijk onjuist is. Midden in de slag zagen de andere admiraals tot hun verbazing dat het sein tot beraad werd gehesen; de enige die de Brederode wist te bereiken was Michiel de Ruyter. Toen die Tromp dood in zijn kajuit zag zitten, barstte hij in huilen uit en riep: "Mocht het God behaagd hebben mijn leven te nemen in plaats van het zijne!"

## Bestevaêr

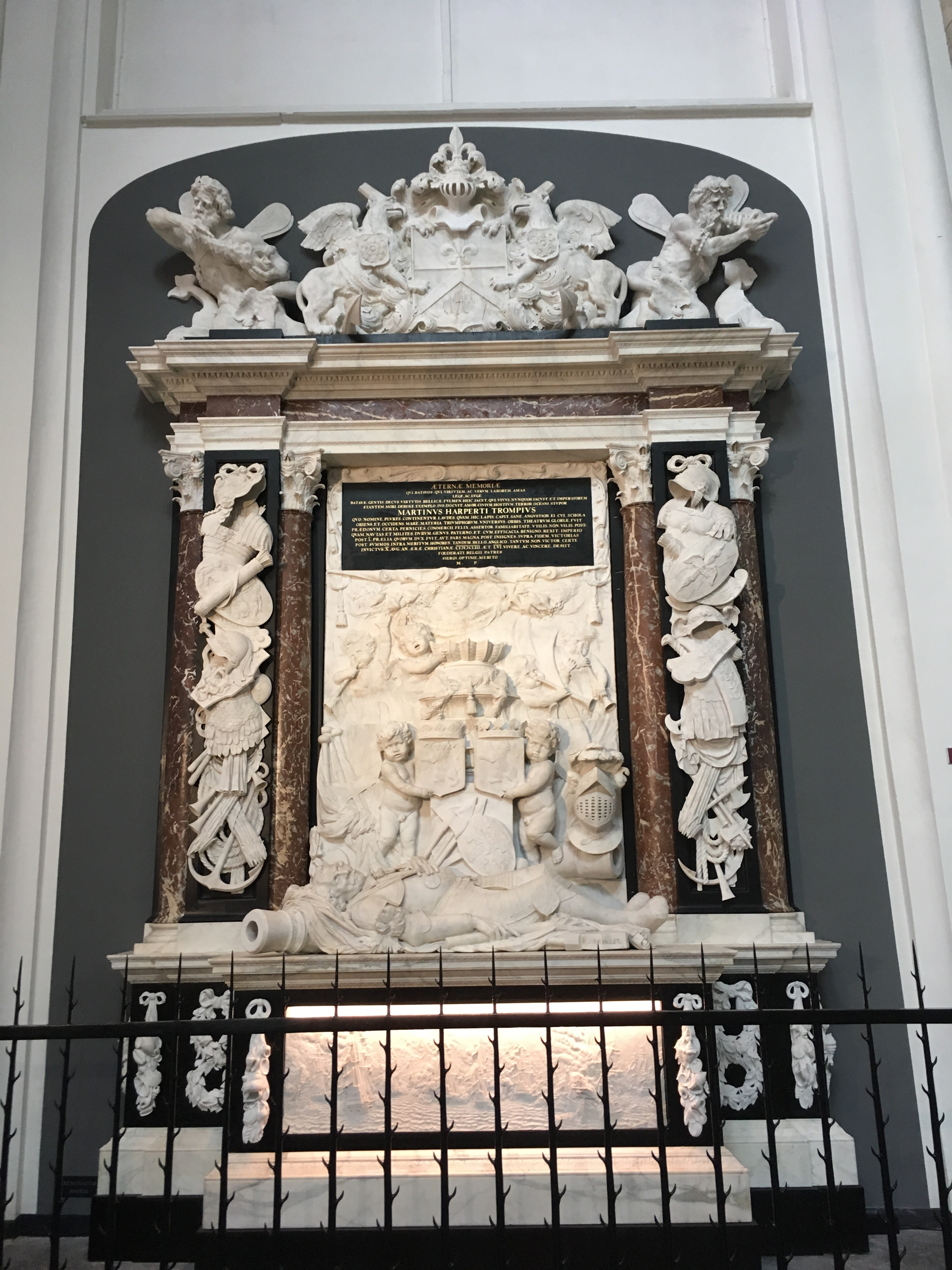
Grafmonument in de Oude Kerk (Delft)

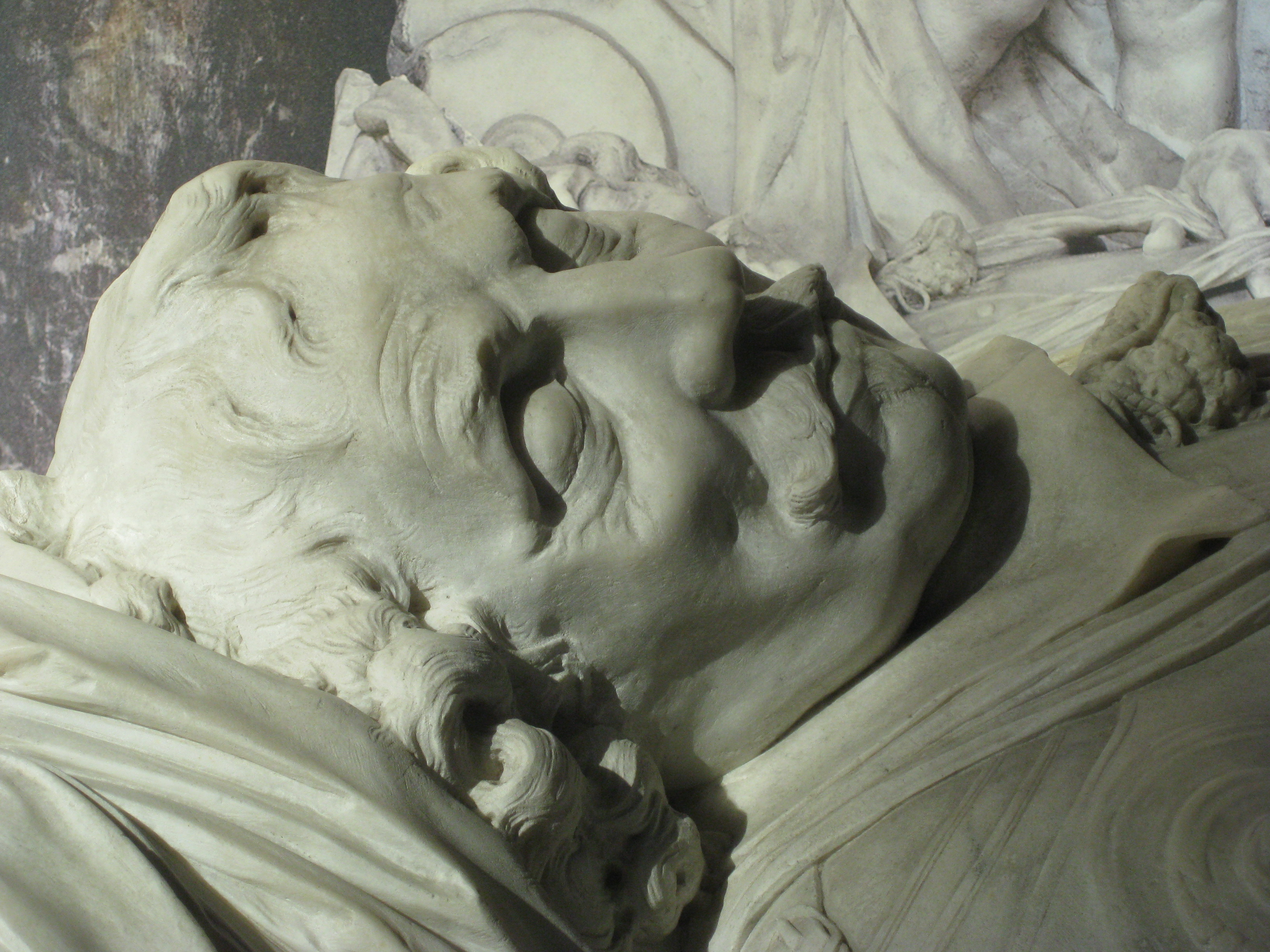
Detail van het grafmonument in de Oude Kerk (Delft)

Maarten Harpertszoon Tromp werd in een koets vanaf Den Helder over het strand naar Den Haag gereden en is op 5 september met een schuit naar Delft vervoerd om daar te worden begraven in de Oude Kerk. Johan de Witt hield een lijkrede, met de volgende bekende uitspraak:
Een zeeheldt, welckers gelycke de aerde niet veel heeft gedragen ende mogelyck niet lichtelyck in 't toekomende sal syn te vinden
en ook het gedicht van Joost van den Vondel, gedrukt op een gravure van het praalgraf:
Hier rust de zeeheld Tromp, de dappere beschermer
Der zeevaart en de zee; ten dienst van 't vrije land,
dat 'mans gedachtenis bewaart in 't konstig marmer
Zo levendig gelijk hij stierf voor 't Hollands strand.
Beluid met moordgeschrei en donder van kartouwen,
Daar Groot-Brittanje in brand, al 't water viel te kleen.
Hij heeft zichzelf in 't hart der burgeren uitgehouwen
Dat beeld verduurt de pracht van graf en marmersteen.
Opmerkelijk is dat Tromp op de steen op het graf in de Sint Laurenskerk in Rotterdam, waarin zijn twee eerste vrouwen begraven liggen "Maerten Harpertsz van der Tromp" en de tweede keer "Kapitein M.H. van Tromp" wordt genoemd. Al tijdens zijn leven kreeg Tromp, net als later Michiel de Ruyter, van zijn bemanningen de koosnaam Bestevaêr. Tromp was drie keer gehuwd en had twaalf kinderen. Een van zijn zonen, Cornelis, werd ook luitenant-admiraal bij de Nederlandse vloot.
In 1845 werd een marmeren portretbuste van Tromp (een werk van Mathieu Kessels) opgenomen in het Walhalla nabij Regensburg.
In de Oude Kerk in Delft bevindt zich zijn grafmonument "een wit marmeren, 700 kilo wegende sculptuur van Rombout Verhulst".

## Trivia
- Historicus Maarten van Rossem is een rechtstreekse afstammeling van Tromp.[1]